# Leopoldo-Eulogio Palacios Rodríguez
Leopoldo-Eulogio Palacios Rodríguez, (Madrid, 31 de gener de 1912 - Madrid, 22 de novembre de 1981) fou un pensador, poeta i professor universitari espanyol.

## Biografia
Era fill del professor de Dret, diputat a Corts pel Partit Reformista i diplomàtic Leopoldo Palacios. Va estudiar batxillerat a l'Institut-Escola i continuà els seus estudis en la Facultat de Filosofia de la Universitat de Complutense de Madrid. Va viatjar per França i per Suïssa.
Va col·laborar a Acción Española, la revista i societat cultural fundada per Ramiro de Maeztu en 1931 per la qual hi col·laboraren pensadors conservadors força destacats com José Calvo Sotelo, Víctor Pradera Larumbe, José María Pemán, Rafael Sánchez Mazas o Ernesto Giménez Caballero entre molts altres.
L'esclat de la guerra civil espanyola el va sorprendre a Madrid. Perseguit pels milicians republicans, va emmalaltir i va haver de marxar a l'exili.
Després de la guerra, va obtenir una càtedra d'institut i després, en 1944, la càtedra de Lògica a la Universitat de Madrid. En 1948 dirigeix la revista mensual de pensament Finisterre, en la seva Segona Època, en la que hi van col·laborar Gregorio Marañón, Gerardo Diego, Cela, D'Ors o José Antonio Muñoz Rojas, entre d'altres. El seu pensament es mou en la línia de la filosofia aristotèlica i de la teologia agustiniana de Sant Tomàs d'Aquino.

## Obres
- La prudencia política.
- El mito de la nueva cristiandad.
- Don Quijote y la vida es sueño.
- Filosofía del saber.
- El juicio, el ingenio y otros ensayos.
- Salutación y otros poemas.
- Palacios, Leopoldo-Eulogio. Filosofía del saber.  Encuentro. ISBN 978-84-9055-000-7.

## Distincions
- Membre de la Reial Acadèmia de Ciències Morals i Polítiques des de 1952.
- Professor convidat de la Universitat Laval de Quebec.